# Manhwabang
Les manhwabangs sont des bibliothèques et salles de lecture privées de manhwa en Corée du Sud. Elles sont similaires à des comic books room. Elles permettent 24h/24, et 7 jours sur 7, de louer à l'heure et de lire sur place des manhwas. Elles permettent ainsi de lire des manhwa à bon marché (la lecture d'un album coûte environ 20 cents).

## Histoire
Nées à la fin des années 1950, ces petites échoppes bibliothèques privées connaissent très vite le succès, en proposant caricatures contre le régime et manhwa à faible prix. Elles font vivre du lien social, sont une échappatoire à un régime longtemps non-démocratique et leur activité représente une part importante de l'économie du manhwa en Corée. En effet, la plupart des manhwa proposés sont des réponses anti-communistes au gouvernement autoritaire et totalitaire de la période de la constitution Yusin dans les années 1970. Pour ce faire, les manhwa pour adultes, proposent un mélange entre des discours envers le régime et des contenus bien plus sexualisés et érotiques. Ces années marquent donc un changement profond dans la manière de produire et de consommer des manhwa. Ceux-ci mettent davantage en scène des personnages, notamment des espionnes, voire les différents dirigeants politiques, de manière érotisée. Ce phénomène est significatif pour la culture populaire, qui peut se permettre d’évoluer de façons contraires aux exigences des autorités. 

### Années 1980-1990
Les manhwabangs connaissent une expansion dans les années 1980. Ils s’inspirent des mangas café japonais, qui prennent la forme de cubicule pour 1 ou 2 personnes. Ceux-ci permettent d’avoir accès à une connexion Internet, à des mangas, des films et des jeux vidéos, à bas prix. En Corée du Sud, ces différents services sont plus communément scindés en plusieurs lieux. 
Cependant, cet essor se voit diminuer lors de la décennie des années 1990, et est très étroitement lié à la relation que la bande-dessinée coréenne et celle japonaise entretiennent. Le très réputé magazine japonais, Shonen Jump, possédait une ligne éditoriale propice à son expansion, mettant de l’avant de nouveaux artistes et en priorisant les tendances littéraires du moment. L’équivalent coréen, IQ Jump, en voulant suivre cette tendance n’a malheureusement pas réussi à populariser de la même manière ses manhwa. Par conséquent, en valorisant les mangas japonais, les nouveaux artistes ont pris peu à peu le dessus sur ceux déjà établis, menant à un véritable changement, voire rupture, dans la production et la consommation des manhwa coréens traditionnels.   

### Années 2000
Cependant, depuis les années 2000, les manhwabangs disparaissent petit à petit, à l’instar des PC bang ou encore des norae bang, qui s’inscrivent davantage dans les besoins des utilisateurs actuels.  
Aujourd’hui, les manhwabangs peuvent également prendre la forme de site internet, en donnant l’accès à des versions numérisées de manhwa, en échange d’un faible coût pour la journée de l’emprunt. 
Face à cette disparition progressive des manhwabangs, ceux-ci en viennent à être considérés comme des lieux rétro ou vintage, notamment puisqu’ils permettent de célébrer la période de prospérité des manhwa (c’est-à-dire des années 1970 à 1990). « Manhwabang is one of the examples Koreans have recreated to celebrate 7080 manga and visual culture ». Cette nostalgie pour cette époque a mené à la création de musées, reconstituant des manhwabangs, afin que les visiteurs puissent se rappeler leur imaginaire d’enfant, et de se replonger dans l’atmosphère qu’offrait ces lieux, un manga entre les mains jusqu’à tard dans la nuit.

## Particularités
Tout comme les bibliothèques de la 3ème génération qui cherchent à s’inscrire dans une dynamique de troisième lieu, les manhwabangs répondent à ces critères concernant l’aménagement et la conception de l’espace en bibliothèque, notamment en incarnant la notion de « dividual space ». Cette manière de concevoir l’espace individuel démontre une distinction floue et mouvante entre l’urbanité et la domesticité. Cette séparation s’applique au design des plus petits espaces, mais résonne aussi avec la manière de concevoir la ville plus généralement, aussi bien au Japon qu’en Corée du Sud. Les manhwabangs doivent être vus comme des « zones liminaires, où les individus peuvent se comporter de manière privée et intime, dans un lieu privé». Cela est d’autant plus réaliste que les manhwabangs proposent l’accès à de nombreux manhwa pour adultes, comportant des scènes de nudité. Ces lieux sont davantage fréquentés par des hommes.
On y trouve principalement les productions des petits éditeurs indépendants, qui proposent des revues d'une centaine de pages publiées à des intervalles plus ou moins réguliers et qui ne sont disponibles que dans les manhwabangs. Certains réseaux de manhwabangs distribuent des séries en exclusivité.
Des études démontrent l’importance significative de ce lieu  dans la vie des coréen.nes. On peut en retrouver à l’étranger, notamment à Auckland en Nouvelle-Zélande, où des manhwabangs prennent vie. Ceux-ci sont souvent combinés avec d’autres services, tels les PC bang (accès à Internet), les bidio bang (aux vidéos) ou encore les norae bang (le chant). « This kind of agglomeration of services is not common in South Korean cities and seems to reflect a very explicit effort to create a space of familiarity for Korean students, migrants or others in Auckland ». Cela peut leur permettre une forte connexion avec cette part de leur culture. 
Depuis septembre 2002, les manhwabangs sont non-fumeurs.
En 2002, on compte de plus de dix mille manhwabangs réparties dans tout le pays (sources KOCCA, 2003).
En 2002, les locations de manhwa dans les manhwabangs représentaient un marché de 514 millions de wons soit 428 millions d'euros. Par comparaison, les ventes de manhwa ne représentaient que 72,36 millions de wons. (sources KOCCA, 2003)